# Мистицизам
Мистицизам (од грчког  – мистикос = „скривено“, „тајно“) је веровање у врховне стварности изнад материјалне, и настојање да се достигне једност са том Стварношћу (или Богом) непосредним доживљајем, мимо разумских схватања.
У мистицизам се убраја свако учење које сматра да је основа стварности нешто натприродно, нематеријално и да се до тог божанског не долази појмовно, рационално, већ непосредним осећањем, интуицијом или увидом. У таквом стању мистичног иступљења (екстазе) мистик се осећа сједињен с апсолутним, божанским. Мистицизам је лично искуство и директан пут ка Богу (или Стварности), и као такав представља посебну врсту искуства које је изван сваког разумског знања. Стога се мистично често употребљава као синоним за антирационално, ненаучно.
Мистика се јавља у различитим традицијама (јеврејска, хришћанска, исламска), а мистици често нагињу пантеизму. У јудаизму, мистицизам је присутан у учењу Кабале. Мистицизам је био веома значајан за развој хришћанства, развијајући се и у православној (исихазам) и католичкој цркви (квијетизам). У исламу, суфизам је мистички аспект, усмерен остварењу Божјег јединства и присуства кроз љубав и екстатичко јединство. И у филозофији многих нововеких филозофа постоје мистички елементи (Шелинг, Шлајермахер, Соловјов, Лоски и др.).
Будући да се многи елементи мистицизма заснивају на старогрчком гностицизму, у неким научним круговима мистицизам се често назива и теозофија, тј. пут на средини између теологије и филозофије.

## Мистичке традиције
Ово су примери главних традиција и филозофија са јаким елементима мистицизма:
- Античке мистерије
- Бахаи вера
- Гностицизам
- исихазам (православље)
- Кабала (јудаизам)
- Плес духова
- Психоделично искуство
- Квекери (протестантизам)
- Квијетизам (католицизам)
- Суфизам (ислам)
- Таоизам
- Тибетански будизам
- Веданта (хиндуизам)
- Јога (хиндуизам)
- Зен (будизам)

### Хришћански мистици
- Апостол Павле
- Свети Августин
- Тома Аквински
- Хилдегарда Бингенска
- Фрањо Асишки
- Ернандо де Талавера
- Франсиско де Осуна
- Хуан де Авила
- Луис де Леон
- Сан Хуан де ла Круз
- Тереза Авилска
- Игнасио де Лојола
- Рамон Љуљ
- Мајстор Екхарт
- Јакоб Беме
- Емануел Сведенборг
- Ана Катарина Емерик
- Јакоб Лорбер